# Flaminio-obeliszk
A Flaminio-obeliszk az ókori Egyiptomból származik, ma Rómában, a  Flaminio negyedben található Piazza del Popolón áll.

## Története
A vörös gránit obeliszket I. Széthi fáraó uralkodása alatt (időszámítás előtt 1290-1279) között készítették, de az uralkodó életében csak az oszlop három oldalára sikerült bevésni a hieroglifákat egy oszlopban. Az obeliszket Héliopoliszban állították fel, és csak II. Ramszesz idejében tudták a negyedik oldalt is befejezni és a szöveget háromoszloposra bővíteni. Széthi és Ramszesz is megjelenik az oszlop csúcsán szphinx formájában, ahogy Maat, az igazság és a rend, valamint a törvény megszemélyesítője és istennője figuráját nyújtja át Ré napistennek.
Az obeliszk Rómába szállítását Augustus római császár rendelte el időszámítás előtt 10-ben. Ez az oszlop volt a második obeliszk a ma a Képviselőház előtt álló hasonló építmény után. A Circus Maximuson állították fel, a versenypálya két oldalát elválasztó akadály (spina) keleti végén. A 4. században az obeliszk még állt, de aztán ledőlt, és eltűnt. Egyes fragmentumai előkerültek a 16. században, de az oszlopot csak 1568-ban ásták elő, miután V. Szixtusz pápa idején intenzív kutatás indult utána.
Először a Falakon kívüli Szent Pál-bazilika apátságát, majd a Jeruzsálemi Szent Kereszt-bazilikát akarták díszíteni vele, de ezek a tervek kútba estek. Ezt követően döntöttek a Piazza del Popolo mellett, ahol 1589-ben állították fel a restaurált oszlopot.
1823-ban márványtalapzatot és egyiptomi stílusú oroszlánszobrokkal díszített szökőkutat kapott az oszlop, amelyet Giuseppe Valadier tervezett. Az obeliszk 25,9 méter magas. Talapzatával és a tetejére rögzített kereszttel együtt 36,5 méterre nyúlik a magasba.